# Kenny Thompson (piłkarz)
Kenny Thompson (ur. 3 lutego 1955) – bermudzki trener piłkarski.

## Kariera trenerska
W latach 2003–2008 trenował narodową reprezentację Bermudów. Od sierpnia do października 2010 roku ponownie prowadził reprezentację Bermudów